# 亞瓜斯區
2°24′41″S 71°11′1″W / 2.41139°S 71.18361°W
亞瓜斯區（西班牙語：Distrito de Yaguas），是秘魯的一個區，位於該國東北部洛雷托大區的普圖馬約省，始建於2014年4月10日，面積18,059平方公里，海拔高度107米，2014年人口1,222，人口密度每平方公里0.07人。